# Larus heermanni
La gaviota mexicana  (Larus heermanni) es una especie de ave charadriforme de la familia Laridae. La mayor parte (90 %) de las parejas anidan en la isla Rasa (México). Fuera de la temporada de cría se dispersan sobre la aguas costeras del Pacífico en México, los Estados Unidos y Guatemala. No tiene subespecies reconocidas.